# Maison de Ljubomir Popović à Kolari
La maison de Ljubomir Popović à Kolari (en serbe cyrillique : Кућа Љубомира Поповића у Коларима ; en serbe latin : Kuća Ljubomira Popovića u Kolarima) se trouve à Kolari, sur le territoire de la ville de Smederevo et dans le district de Podunavlje, en Serbie. Elle est inscrite sur la liste des monuments culturels protégés de la république de Serbie (identifiant no SK 707).

## Présentation

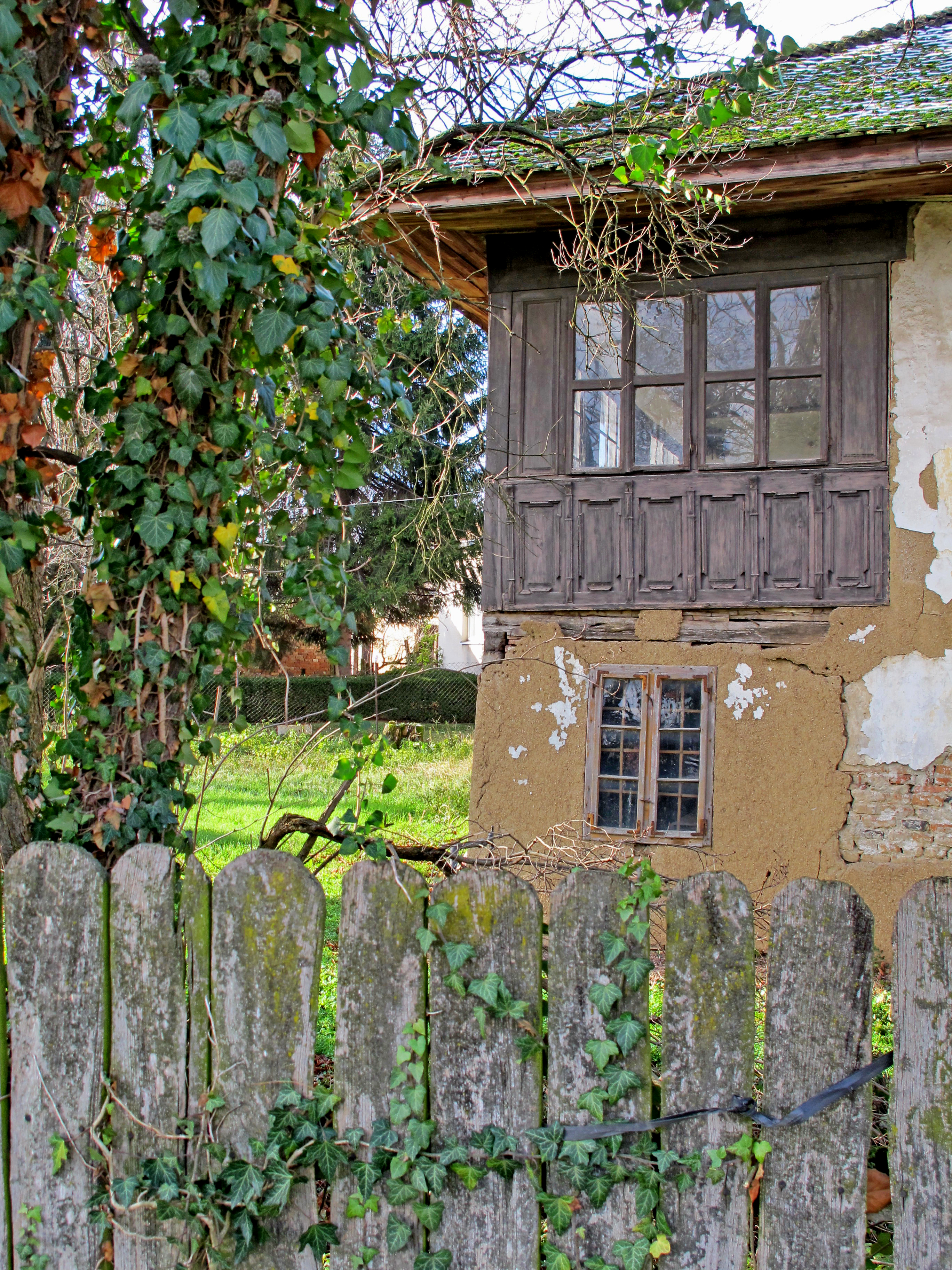
Détail de la maison.

La maison, caractéristique de l'architecture vernaculaire serbe, a été construite au milieu du XIXe siècle ; bâtie sur plan rectangulaire, elle mesure 17,10 m sur 7,70 m. Elle est dotée d'une cave qui s'étend sous une partie du rez-de-chaussée et d'un porche-galerie dans la partie sud de l'étage. Les fondations sont en briques, tandis que les murs sont construits selon le principe des colombages avec un remplissage en boue composite. Le toit à quatre pans est recouvert de tuiles.
À l'origine, le rez-de-chaussée servait d'étable et l'étage servait de lieu d'habitation mais, rapidement, le rez-de-chaussée est devenu lui aussi un espace résidentiel. La maison a été remaniée en 1912, année où s'est formé son aspect actuel.
Dans l'immédiate après Seconde Guerre mondiale, elle a abrité un poste de police.